# Himawari Theatre Group
Pour les articles homonymes, voir Himawari.
 (février 2014).
Himawari Theatre Group (劇団ひまわり, Gekidan Himawari) est une compagnie de théâtre japonaise, spécialisée dans les acteurs juniors et seiyū (comédiens de doublage). Il est situé dans Ebisunishi, Shibuya, Tokyo. La société a été fondée par Tōzaburō Sunaoka en Juillet 1952. Il est actuellement géré par son fils Fujio Sunaoka.

## Artistes représentés
| - Koichi Eguchi - Daisuke Fujita - Takuma Fujiwara - Yutaro Honjo - Kaoru Hyuga - Takuya Kaihoku - Kenjiro Kato - Seishiro Kato - Ryōhei Kimura - Sachi Kokuryu - Mamoru Miyano - Yutaka Mizutani - Mirai Moriyama - Yu Kudo - Yuna Mimura - Yume Miyamoto - Rina Mogami - Sumire Morohoshi | - Arisa Ogasawara - Eri Osonoe - Hiroyuki Sanada - Rio Sasaki - Kōji Seto - Risa Shimizu - Sakura Sugawara - Narumi Takahira - Masato Takeuchi - Shōhei Tanaka - Jun Togawa - Yūki Tokiwa - Miyū Tsuzurahara - Yūsuke Ushida - Kōki Uchiyama - Yūto Uemura - Ken Watanabe - Megumi Yamaguchi |

## Anciens acteurs/actrices
| - Toshinori Omi | - Erika Asakura - Noriko Kurosawa - Judy Ongg - Megumi Tsunematsu - Yoko Yamashita |

## Anciens seiyū
| - Tōru Furuya - Yū Hayashi - Miyu Irino - Hiroya Ishimaru - Taiki Matsuno - Ryūsei Nakao - Takayuki Sakazume - Kōzō Shioya - Yoku Shioya | - Yūmi Kikuchi - Mami Kingetsu - Eri Sendai - Yumi Sudō - Minami Takayama - Hiromi Tsuru |

## Entreprises associées
- Blue Shuttle
- Sunaoka Office